# Stazione di Tromello
Stazione di Tromello vasútállomás Olaszországban, Lombardia régióban, Tromello településen.

## Vasútvonalak
Az állomást az alábbi vasútvonalak érintik:
- Vercelli–Pavia-vasútvonal

## Kapcsolódó állomások
A vasútállomáshoz az alábbi állomások vannak a legközelebb:
- Stazione di Garlasco
- Stazione di Gambolò-Remondò